# Geografía de Kazajistán

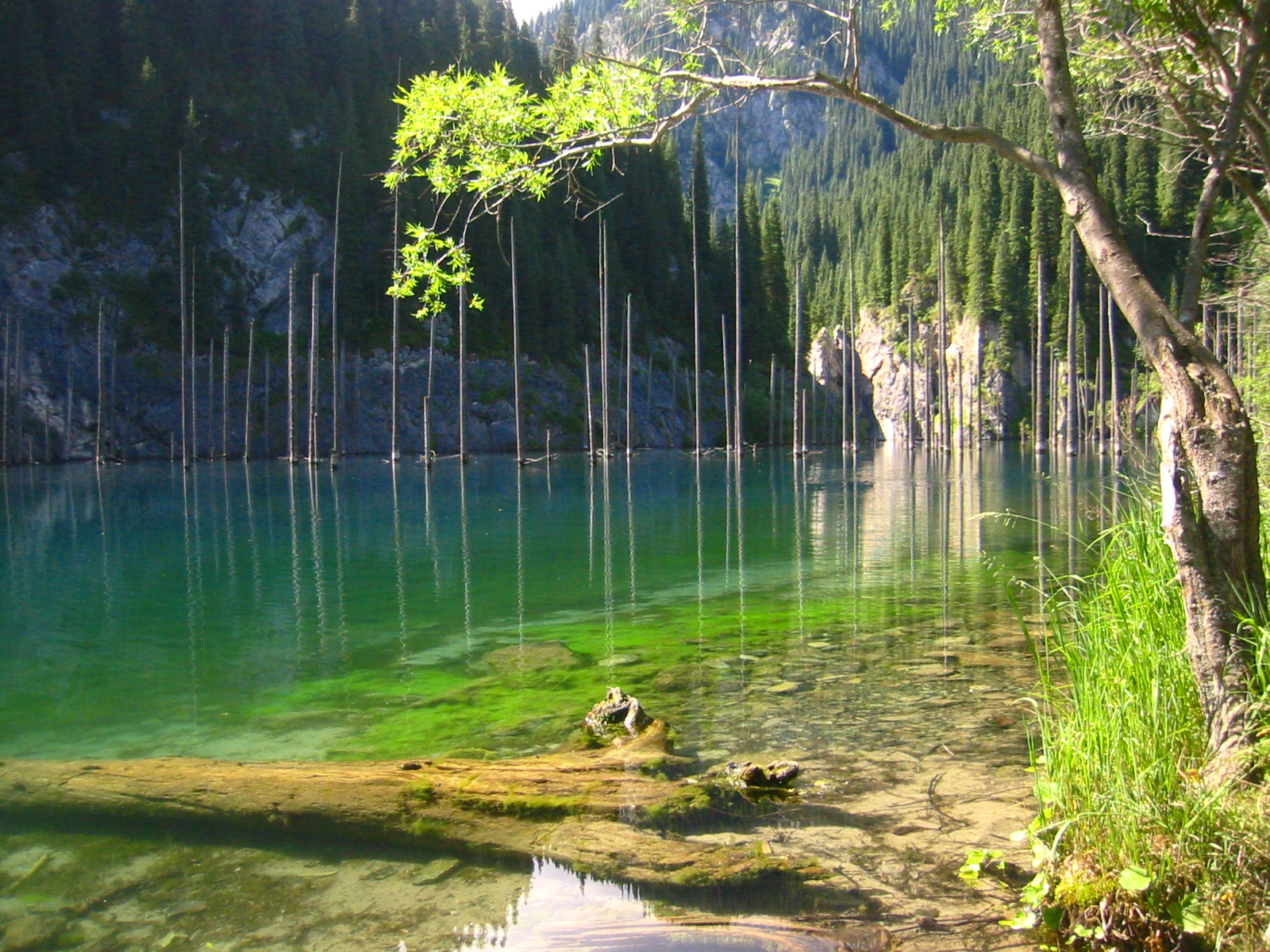
El pequeño lago Kaindy en el Tien Shan, en el sudeste de Kazajistán, a 2000 m de altitud.

La república de Kazajistán, situada entre el mar Caspio y los montes Altái, es una inmensa estepa que tiene en su parte sur los desiertos de Kyzylkum, entre el mar de Aral y la Betpak Dala (Estepa del Hambre). Sus vecinos son Rusia al norte, China al este y Kirguistán, Uzbekistán y Turkmenistán al sur. Hacia el este domina la meseta del lago Baljash, mientras que en el extremo oriental se encuentran las estribaciones del macizo de Altái y el Tien Shan, con altitudes superiores a los 3000 m s. n. m.

Mapa de Kazajistán.

## Relieve

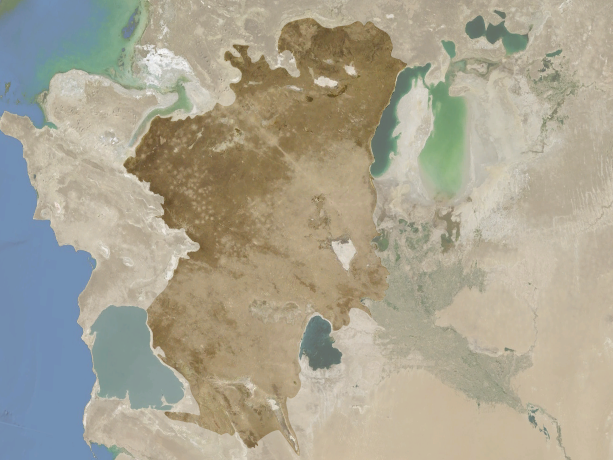
Meseta de Ustyurt, al oeste de Kazajistán, entre el mar Caspio y el mar de Aral.

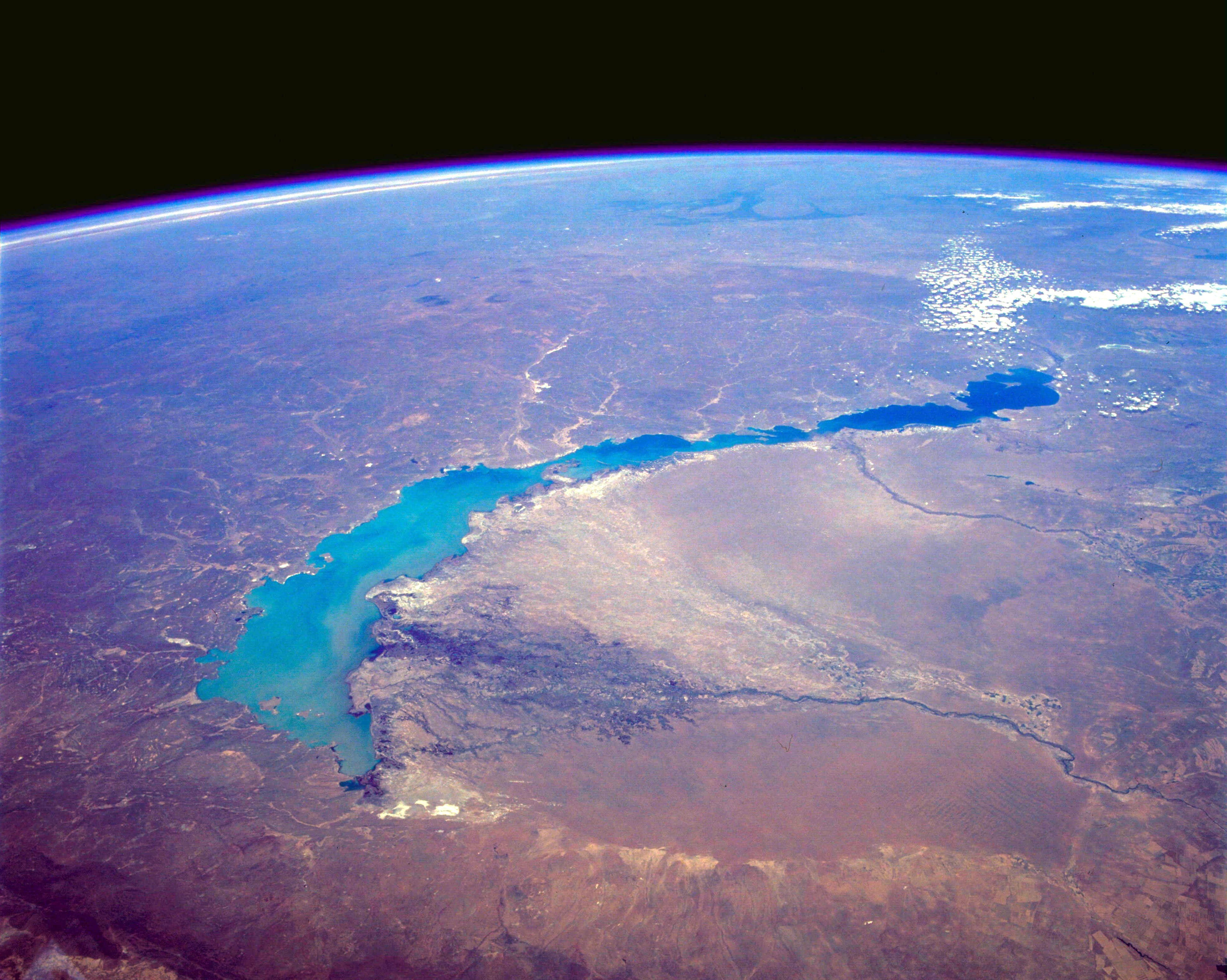
Lago Baljash, visto desde el espacio.

Hay una considerable variación topográfica en Kazajistán. El punto más alto es el monte Khan Tengri, compartido por Kirguistán y China, en el extremo del Tien Shan, de 7.010 m de altitud, y el punto más bajo es el fondo de la depresión del Karagiye, a 132 m por debajo del nivel del mar, en la provincia de Mangystau, al este del mar Caspio. Con todo, la mayor parte del país es una inmensa llanura que se halla entre 200 y 300 m sobre el mar, pero las orillas del mar Caspio poseen algunas de las elevaciones más bajas de la Tierra.
Al sur de la depresión del Caspio se encuentran la península de Tupqaraghan y la meseta de Ustyurt, que se extiende entre Uzbekistán y Kazajistán, desde el mar de Aral hasta el río Amu Daria, con una altura media de 150 m, que se eleva hacia el sudoeste hasta 365 m, un monótono desierto de 200.000 km² que solo sirve de pasto para ovejas y camellos.
Los desiertos del Gran Barsuki y Aral Karakum, cerca del mar de Aral, están cubiertos de arena. En el interior se halla el extenso desierto de Betpak Dala, con unos 75.000 km² y una elevación media de 300-350 m; hacia el este es ondulado y pedregoso, mientras que el oeste es llano, arcilloso y posee lagos salados; recibe unos 100-150 mm de precipitación y su temperatura media es de 7.oC (-14.oC en enero y 26.oC en julio). Limita al este con el lago Baljash. Al sur se encuentran los desiertos de Muyunkum y Kyzylkum. Este último ocupa un área de unos 300.000 km², al sudeste del mar de Aral, una llanura que desciende hacia el sudoeste y posee algunas cumbres aisladas que alcanzan los 900 m. En el desierto de Kyzylkum hay aguas subterráneas y algunos oasis que alimentan ovejas, caballos y camellos. En el sudeste hay depósitos de gas natural de Gazli, y en el centro hay minas de oro en Muruntow.
Un quinto de Kazajistán está ocupado por las tierras altas kazajas, una amplia penillanura formada por montañas bajas aisladas y elevadas llanuras que se extiende por el centro y este del país. Hay grandes depósitos de carbón en el norte y de cobre en el sur. En las zonas deshabitadas hay especies raras, como el guepardo asiático, pero también se encuentra aquí la capital, Astaná. Una parte de las tierras altas es conocida como Saryarka (cordillera amarilla), colinas cubiertas de hierba amarillenta, una penillanura paleozoica que se onduló en el mesozoico, con amplias depresiones ocupadas por lagos salinos como el lago Tengiz (1.590 km² y una profundidad de 6 m), el hábitat más septentrional del flamenco rosa. Aquí se encuentran dos reservas naturales, Naurzum y Korgalzhy. Al oeste se encuentran las montañas Ulutau y al este la sierra de Chingiz-Tau, con enormes bloques de rocas cristalinas en las laderas de los valles.
Al este del país, el inmenso macizo de Altái proyecta tres sierras dentro de Kazajistán, entre ellas la meridional de Tarbagatay. Más al sur, se hallan las montañas de Zungaria, entre Kazajistán y China, que alcanzan los 4.622 m en el pico Tyanshanskoho Semenova. En esta cordillera cubierta de glaciares nacen varios ríos, entre ellos el río Karatal, afluentes por el este del lago Baljash, de 17.000 km². En la frontera con China se encuentra la llamada puerta de Zungaria, zona de paso de las invasiones asiáticas. En el extremo sudeste se halla el pico Khan Tengri, del Tien Shan.

## Vegetación y fauna
Más de tres cuartas partes de Kazajistán, incluido todo el oeste y la mayor parte del sur, es un semidesierto (33,2 por ciento) o un desierto (44 por ciento). El terreno en estas regiones está erosionado y desnudo, con dunas en el desierto de Kyzyl Kum, que ocupa en centro-sur del país.
Menos del 10 por ciento de Kazajistán está formado por bosque de pino y pradera, sobre todo en el norte y la cuenca del río Ural, al oeste.
Las montañas ocupan un 9 por ciento del país y poseen el 60 por ciento de la diversidad de las plantas. Los patrones florísticos encuentran diferencias en tres sistemas montañosos, las montañas Altái, el norte del Tien Shan (el Alatau Kirguís), y el oeste del Tien Shan (las sierras de Talas Alatau, que se extiende hacia el este por Kirguistán) y Ugam, compartida por Uzbekistán). En las dos primeras zonas se advierte un fuerte retroceso de los glaciares y un ascenso del nivel de la vegetación entre 100 y 200 m debido al calentamiento.
Dado que la mayor parte del país es estepario, con algunos pinos, lagos y humedales, la fauna es boreal, de estepa y de desierto, con especial interés en las aves acuáticas de los numerosos lagos de los límites de la estepa. Hay cerca de 300 especies de aves y unas 47 especies de mamíferos entre los que destaca el antílope saiga, que se caza por sus cuernos y su carne. En las tierras altas (melkosopochniki en idioma local) hay además osos, linces y tejones. Se encuentran además desmanes, rata topo gigante, turón búlgaro, zorros, lobos, marmotas y distintos tipos de roedores. En las zonas boscosas hay alces, corzo siberiano, erizos y mapaches, entre otros. Durante las migraciones estacionales visitan la región unos 3,5 millones de gansos.

## Hidrografía

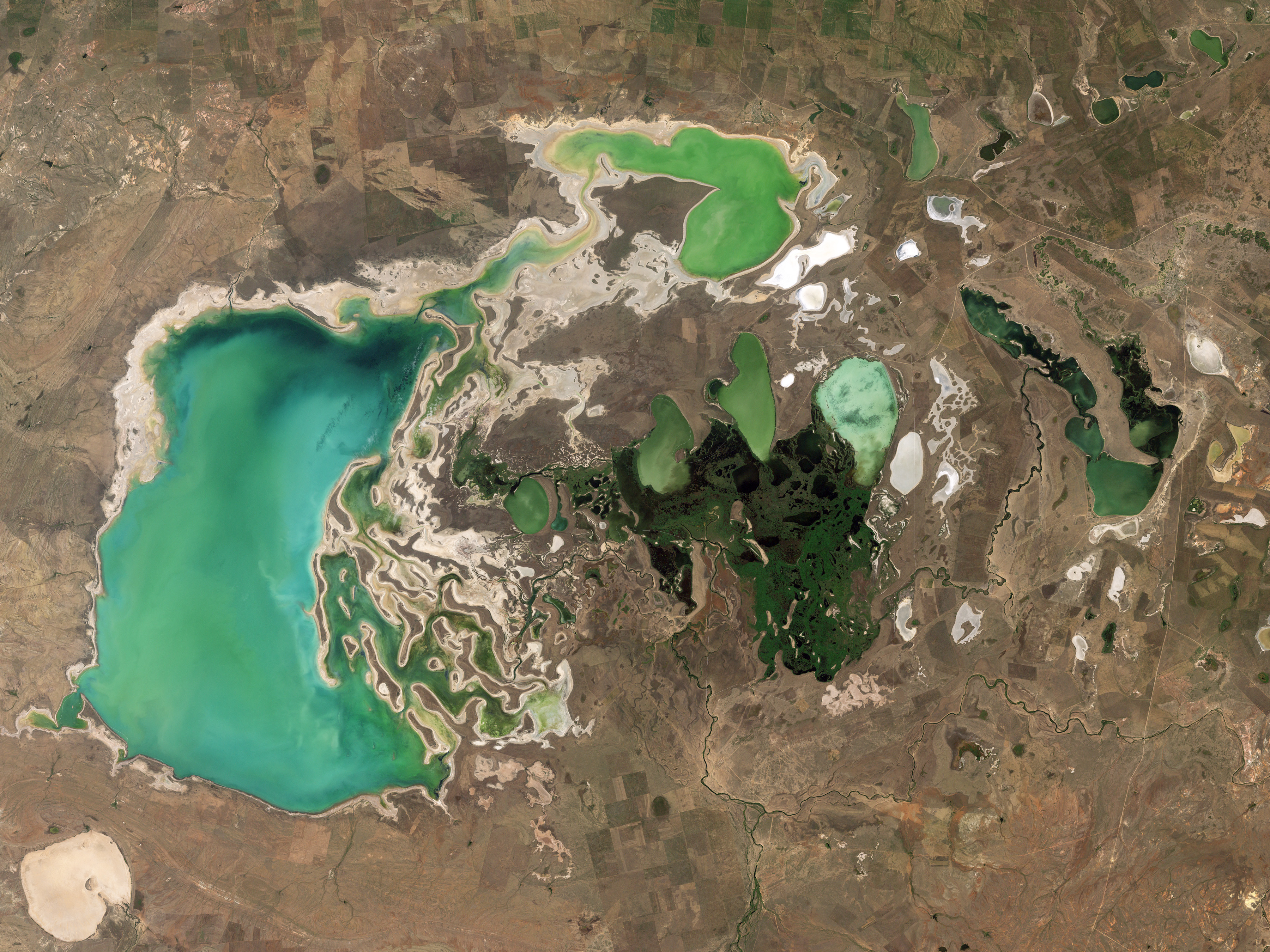
Los lagos Tengiz y Korgaljinski a vista de satélite

Kazajistán posee largos ríos en el este y el sudeste, donde más de siete mil cursos de agua forman parte de las cuencas del mar Báltico, el mar de Aral y los lagos Baljash y Tengiz. Como excepción, el río Irtish, con sus afluentes Ishim y Tobol, fluye hacia el noroeste, hacia el río Obi, que desemboca en el océano Ártico. El río Irtish, con una cuenca de más de 1.500.000 km², nace en China, en el macizo de Altái, y cruza la esquina nordeste de Kazajistán. El río Tobol nace en la estepa kazaja, con una cuenca de más de 400.000 km², y el río Ishim nace en las tierras altas, tiene una cuenca de 177.000 km² y atraviesa la capital, Astaná.

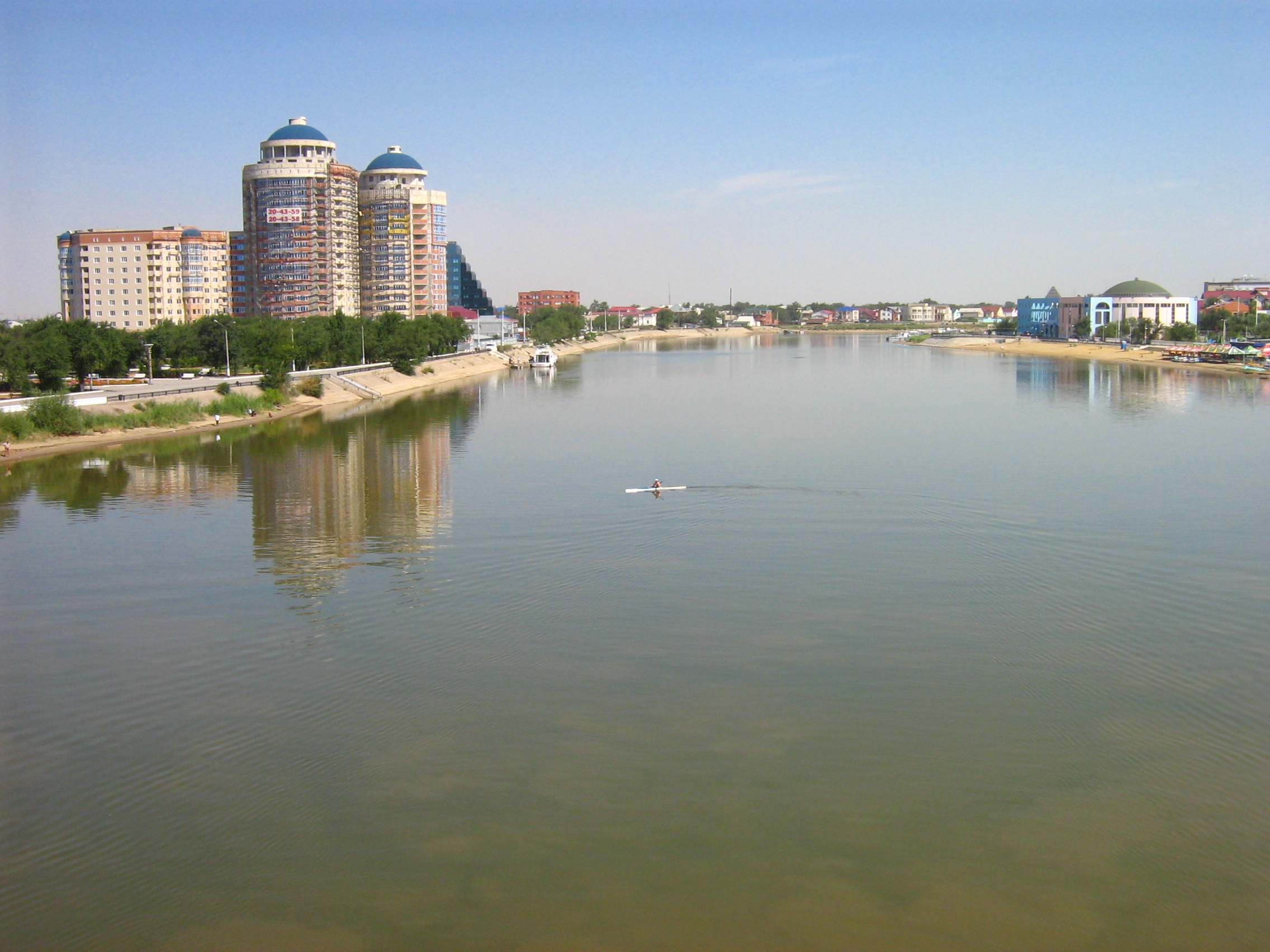
El río Ural a su paso por Atirau.

El río más grande al oeste de Kazajistán es el río Ural, que nace en los montes Urales, en Rusia y discurre hacia el sur, a través de 2.228 km hasta el mar Caspio.
Al sur del país, el río Sir Daria se dirige hacia un cada vez más seco mar de Aral. A la entrada del Sir Daria desde Uzbekistán se encuentra el embalse de Chardara, de 900 km², construido para irrigar las tierras del sur de Kazajistán. Los inmensos planes de regadío de la Unión Soviética en los años 1970 redujeron el caudal de los grandes ríos de la estepa y contaminaron sus aguas con pesticidas.
Los tres grandes cuerpos de agua de Kazajistán son el mar Caspio, con el que tiene frontera por el oeste a lo largo de 1.450 km, el mar de Aral y el lago Baljash.
El mar de Aral se ha dividido desde 2004 en cuatro lagos que suman unos 17.000 km² (de los 68.000 km² que tenía en 1960), y que solo pertenecen al país en su parte norte, ya que el resto pertenece a Uzbekistán.

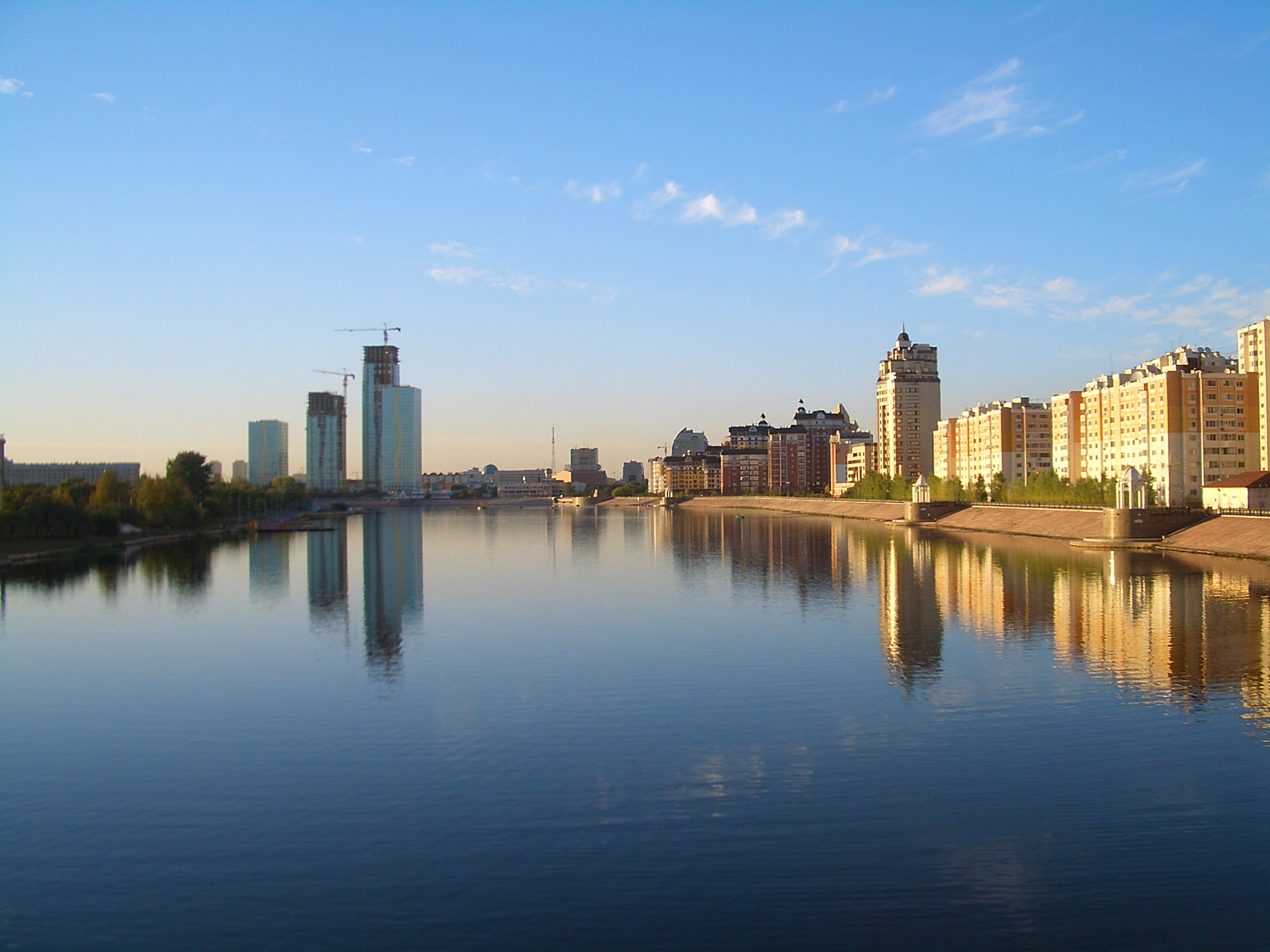
El río Ishim a su paso por Astaná.

El lago Baljash, endorreico, más dulce al oeste y más salino hacia el este, ocupa 17.000 km², tiene forma alargada de oeste a este, una longitud de 605 km y una cuenca de 500.000 km². Por su parte meridional recibe el agua de los ríos Ajaguz, Lepsi, Aksu, Karatal e Ilí. El río Karatal nace en las montañas de Zungaria, a 4.463 m y recorre 390 km hasta los 340 m de altitud del lago. El río Ilí nace en Tian Shan, en China y recorre 1439 km, de los que 815 km en Kazajistán. En su curso se ha construido el embalse de Kapchagay, de 1.847 km².
EL lago Tengiz, de 1.590 km², es otro lado endorreico y salino, en el centro del país, a 300 m de altura y con 8 m de profundidad máxima. Es un importante humedal y sitio Ramsar. Su principal tributario es el río Nura, con 978 km y una cuenca de 60.000 km². En años muy húmedos puede llegar a unirse al río Ishim.
Otros lagos importantes son; el lago Zaysan, en el río Irtish, al este, en las montañas Altái, ampliado por la presa de Bujtarminskaya, hasta los 5.490 km²; el lago Alakol, endorreico, al este del lago Baljash, en la puerta de Zungaria, en la frontera con China, de 2.650 km², y el lago de Siletiteniz, al norte, endorreico y salino, con 777 km².

## Clima

Mapa de Köppen del clima de Kazajistán. En rojo, clima continental templado; en calabaza, desértico frío; en amarillo, semiárido frío; en azul claro, continental cálido, y en azul oscuro, continental templado.

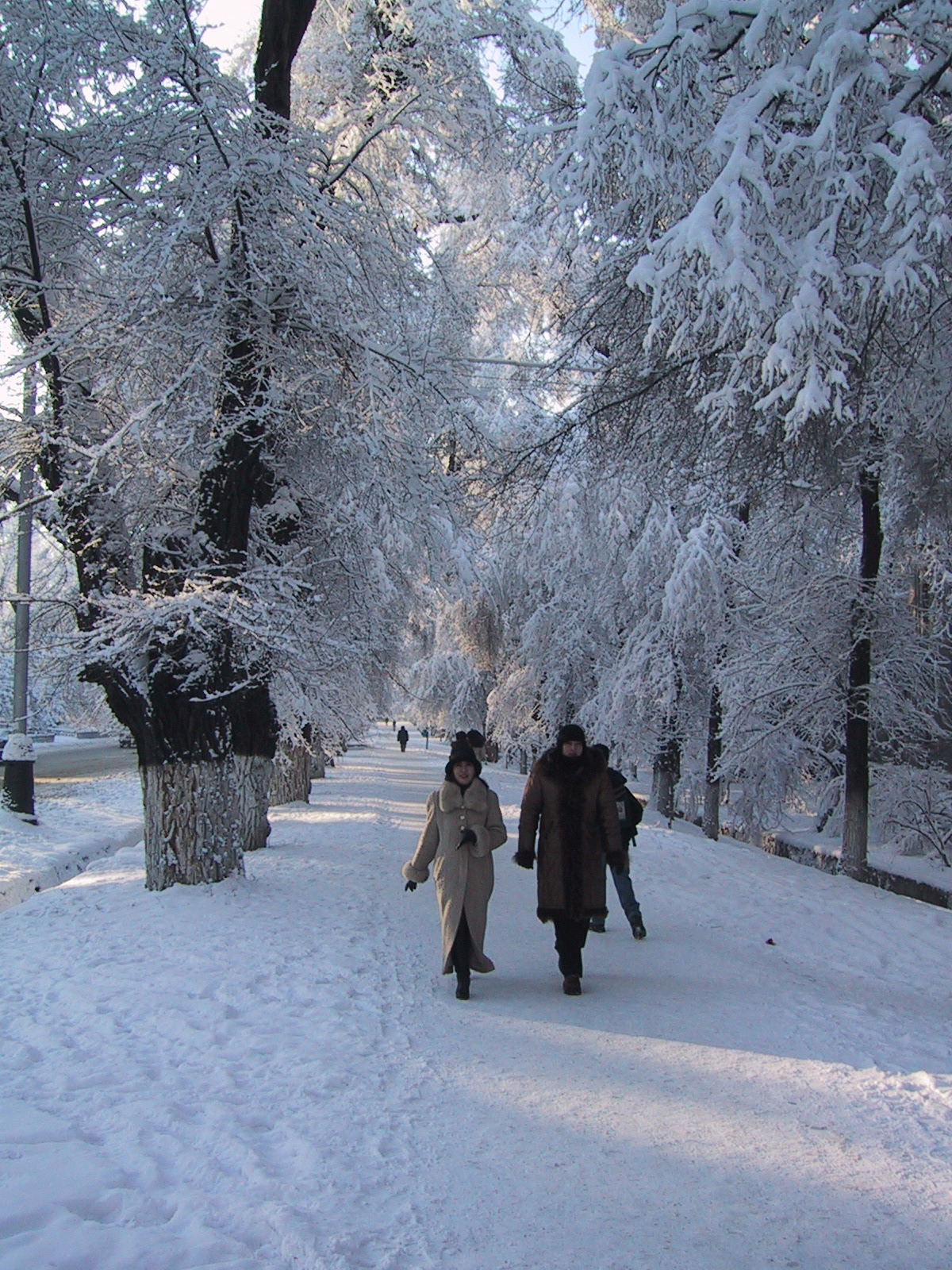
Calle de Almaty en invierno

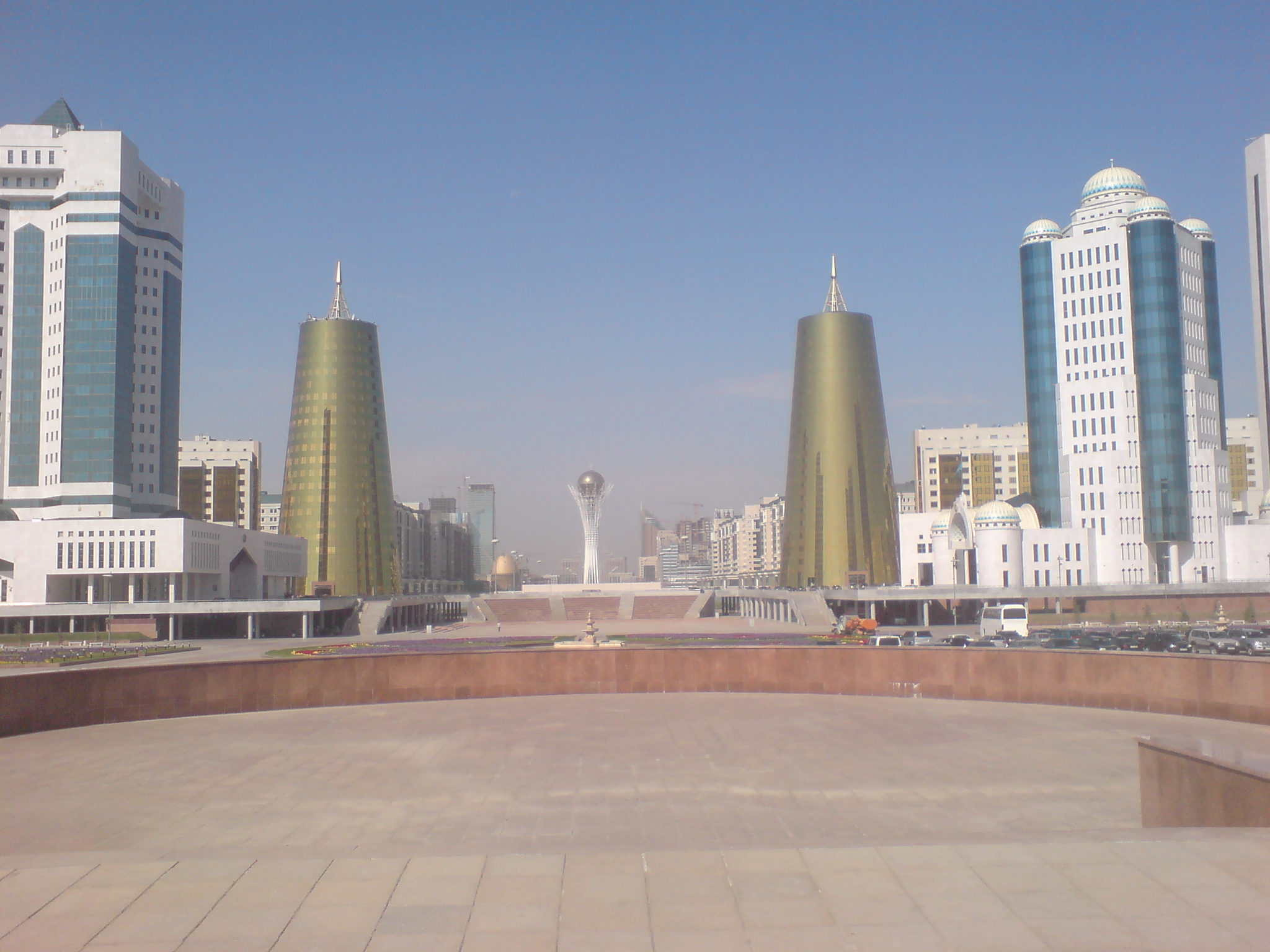
Centro de Astaná

Kazajistán tiene un marcado clima continental, con inviernos muy fríos y veranos muy cálidos en el sur. Las masas de aire frío siberiano y las masas cálidas procedentes de Irán entran sin obstáculos. En el norte oscilan entre -50.oC en invierno y 40.oC en verano, y en el sur, entre -35.oC y 45.oC. En primavera se producen tormentas de polvo en el sur, y en invierno, ventiscas en el norte. Por lo demás, las lluvias son escasas y la mayor parte del país es una estepa árida donde, solo en el norte, se superan los 300 mm con tormentas veraniegas. En el centro y sur, caen 150-200 mm de lluvia y en torno a 100 mm en el mar de Aral. Puede nevar unos cien días en el norte, pero la nieve es escasa, y solo nieva 20 días en el sur.
El área menos fría es la costa del mar Caspio, Al norte de la misma, en Atirau, la media de enero es de -6.oC, con mínimas y máximas de -9 y -3.oC, y en julio, el mes más cálido, de 21 a 33.oC. Caen unos 160 mm de lluvia anuales muy bien repartidos. Al sur de la costa, en Aktau, cerca de Turkmenistán, la media de enero es de 0.oC. Al este del mar Caspio, se halla la desértica meseta de Ustyurt, donde las temperaturas invernales se mantienen en una media de 0.oC, caen unos 100 mm de lluvia y las olas de calor son de hasta 45.oC. El frío aumenta hacia el este, hasta llegar al mar de Aral, donde en enero oscilan entre -14 y -7.oC, y en julio entre 21 y 34.oC, aunque se pueden superar los 45.oC; caen unos 150 mm de lluvia.
En el cosmódromo de Baikonur, usado por los rusos para lanzar cohetes al espacio, a 200 km al este, el clima es similar al del mar de Aral. Más al este se halla el desierto de Kyzyl Kum, muy cálido en verano, con máximas medias de 36.oC.
En Astana, la capital, situada el norte de Kazajistán, caen unos 320 mm de lluvia, con máximos en verano por las tormentas (55 mm en julio). Las temperaturas son suaves en verano (15-27.oC en julio), pero muy frías en invierno (mínimas de -18.oC y máximas medias de -10.oC en enero). El resto de ciudades del norte, Petropavl, Semey y Oskemen tienen un clima parecido al de Astana.
En el sudeste, en las vertientes del Tian Shan, las lluvias aumentan. En Almaty, a 800 m, caen 585 mm, con máximas primaverales de hasta 100 mm en mayo. Las temperaturas oscilan entre los 18-30.oC de julio y los -8 y 1.oC de enero. Nieva unos 55 días al año. En Shymkent, al sur, a 500 m de altitud, caen 540 mm de lluvia, sobre todo entre noviembre y abril, y casi nada en verano, con medias de 19 y 33.oC en verano y olas de calor, y -5 y 4.oC en invierno.
En la zona interior del lago Baljash, el clima es extremado continental, con medias en verano de 18-30.oC y en invierno de -18 y -9.oC, y unos escasos 140 mm de precipitación.

## Áreas protegidas de Kazajistán

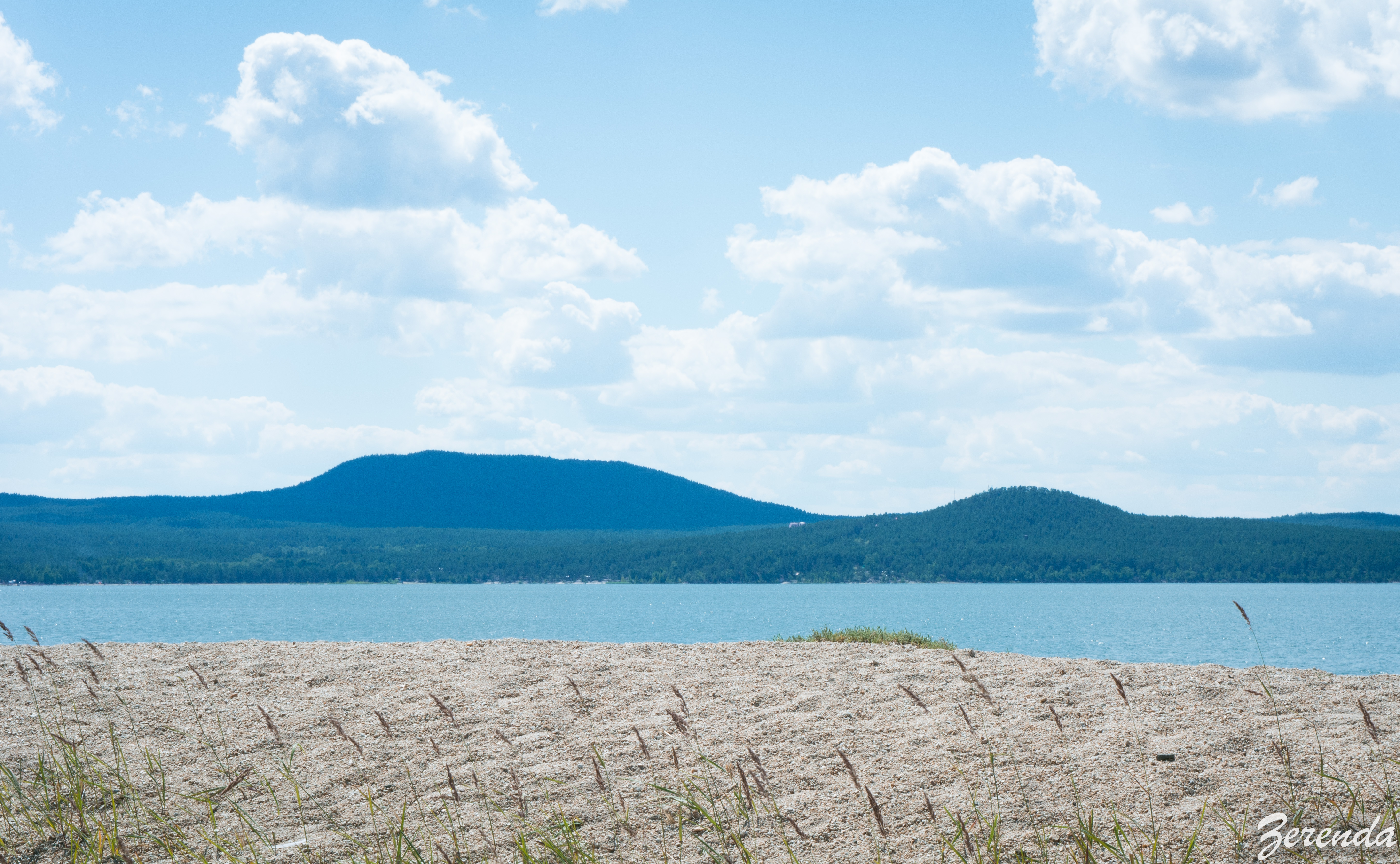
Parque nacional de Kokxetau

En Kazajistán hay 109 áreas protegidas, que ocupan unos 90.000 km², el 3.3% de los 2.719.828 km² del país. Hay también 1.250 km² de área marina protegida, el 1% de los 119.085 km² que pertenecen al país. En este conjunto, hay 1 parque nacional (Kokxetau), 26 reservas naturales estatales, 64 zakaznik (un tipo de área protegida de la época de la Unión Soviética), 3 parques naturales nacionales, 2 zonas protegidas estatales y 1 jardín botánico experimental.
- Parque nacional de Kokxetau, 1.821 km², en las tierras altas del norte de Kazajistán, zona de transición entre la taiga siberiana y las estepas meridionales, una isla de bosques, lagos y montañas rodeadas de estepas. A 45 km al oeste de la ciudad de Kokshetau. Cubre una parte boscosa al oeste del lago Zerenda; otra parte de las llanuras de Melkosopochnik, con emergencias de granito y esquisto, además de un área recreativa junto al lago Shalkar, y otras de zonas montañosas con bosques protegidos de pinos. Abundancia de corzo siberiano.[9]

En Kazajistán hay 10 sitios Ramsar que cubren un total de 31.885 km². Por su parte, BirdLife International reconoce 127 IBAs (áreas de importancia para las aves) que cubren un total de 154.147 km². Hay 438 especies de aves de las que 27 son especies amenazadas. La organización encargada de la protección de las aves en el país es la ACBK (Association for the Conservation of Biodiversity in Kazakhstan).